# Weinmannia samoensis
Weinmannia samoensis är en tvåhjärtbladig växtart som beskrevs av Asa Gray. Weinmannia samoensis ingår i släktet Weinmannia och familjen Cunoniaceae. Inga underarter finns listade i Catalogue of Life.